# Phillips de Pury & Company
Phillips de Pury & Company è una casa d'aste che si occupa del commercio di opere d'arte con uffici a Londra, New York, Ginevra, Berlino, Bruxelles, Los Angeles, Milano, Monaco di Baviera e Parigi.
Philips si occupa di aste a New York, Londra e Ginevra nel campo dell'arte contemporanea, della fotografia, del design del XX e del XXI secolo, di arte ed alta gioielleria.
Phillips si occupa inoltre di trattative di vendita e di un servizio di art advisor per la costruzione di collezioni d'arte private.

## Storia
La compagnia nasce come la casa d'aste di Londra di Phillips, fondata a Londra da Harry Phillips, un giovane imprenditore. Nel 1796 aprì la sua casa d'aste dopo aver rassegnato le dimissioni come impiegato presso Jamie Christie. Durante il suo primo anni di affari, Phillips condusse 12 aste. Il successo arrivò in fretta. Presto, iniziò a condurre gli affari per conto delle persone tra le più influenti del tempo tra i quali Beau Brummel e Napoleone. Molto poco si sa a dire il vero delle origini di Harry Phillips e come sia riuscito a entrare in relazione con l'aristocrazia in così poco tempo; nel 1789 mentre lavorava ancora per Christie sposò Sarah Mitchell a St Martin in the Field ed ebbero almeno 3 bambini, tra i quali il più piccolo, William Augustus, sarà destinato a prendere il controllo della compagnia in seguito alla morte del padre.
Per ottenere i clienti Phllips riusciva mischiare il talento degli affari con una verve da showman, introducendo nuovi modi per promuovere le sue campagne vendita come per esempio organizzare dei ricevimenti serali prima delle aste importante - oggi una parte essenziale nell'allestimento di un'asta. Phillips in poco tempo si guadagnò la fiducia dell'aristocrazia britannica.
Quando morì nel 1840, Harry Phillips lasciò in eredità al figlio, William Augustus, questo solido impero. Nel 1879, William cambio il nome della società in "Messrs Phillips & Son". Nel 1882 cambiò nuovamente in "Phillips, Son & Neale" nel momento in cui introdusse il figlio Frederick nei suoi affari e questo nome perdurò per tutti gli anni '70 quando la società tornò sotto il nome di "Phillips" sotto la guida di Christopher Weston e Christopher Hawkings. Durante le tre decadi successive la compagnia si guadagnò una reputazione di terreno fertile per diventare specialisti e commercianti di antiquariato, molti impiegati la vedevano come il punto di svolta rispetto a Christie's o Sotheby's, dove le possibilità di carriera e i salari erano molto più alti. Weston and Hawkings espansero le loro operazioni in tutto il paese e gli affari aumentarono vertiginosamente ma lo scarto di Phillips con Sotheby's o Christie's si aggirava solo intorno a un decimo. Questo era dovuto soprattutto al fatto che era risaputo nel mercato delle belle arti che solo pochi bravi specialisti rimanevano con Phillips a lungo a causa dei riconoscimenti più alti e del prestigio che avrebbero potuto avere altrove. Nel 1999 Chrisopher Weston vendette la sua quota maggioritaria della compagnia alla società capitalista 3i che la rivendette dopo poco tempo con un considerabile profitto.
Dal 1999 al 2003 Phillips è stata di proprietà del gruppo LVMH ma, dopo una serie di vendite disastrose e di perdite molto pesanti, Bonhams acquistò le operazioni inglesi di Phillips nel 2001 e le ribattezzò sotto il suo stesso nome.
Molti degli affari lasciati indietro furono chiusi con dipartimenti più piccoli acquisiti dai commercianti d'arte internazionali Simon de Pury e Daniella Luxembourg, che continuarono sotto il nome di Phillips de Pury & Company'. Nel marzo 2004, il presidente, Simon de Pury, acquisisce la maggioranza per il controllo dell'azienda.
Nel 1999, le vendite d'asta di Phillips furono comprate dal marchio di beni di lusso LVMH; Simon de Pury e Daniela Luxembourg, commercianti privati di opere d'arte impressioniste, moderne e del dopoguerra, stabilirono di condurre la compagnia che fu rinominata Phillips, de Pury & Luxembourg. Nel 2004, Simon de Pury prese la quota di maggioranza, focalizzandosi in maniera specifica sulle opere dell'età moderna e contemporanea. La nuova compagnia, Phillips de Pury & Company, ha continuato a crescere e ha introdotto con successo il meglio dei nuovi talenti dell'arte al mercato secondario e ospitando allo stesso tempo una gamma significativa di mostre per la vendita per molti artisti contemporanei e designer. La compagnia ha inaugurato il suo quartier generale europeo in Howick Place a Londra nei primi mesi del 2008.
Il 6 ottobre 2008, la compagnia è stata acquistata dalla Mercury Group, una compagnia con base in Russia. Al fine di acquisire la quota di maggioranza nella compagnia, la Mercury ha pagato approssimativamente circa 60 milioni di dollari, nonostante la transazione fosse privata. Circa il 50 percento del denaro è stato utilizzato per coprire il debito della Phillips. La Mercury è presieduta da Leonid Friedland e dal suo associato, Leonid Strunin.